# Wadsworth Atheneum

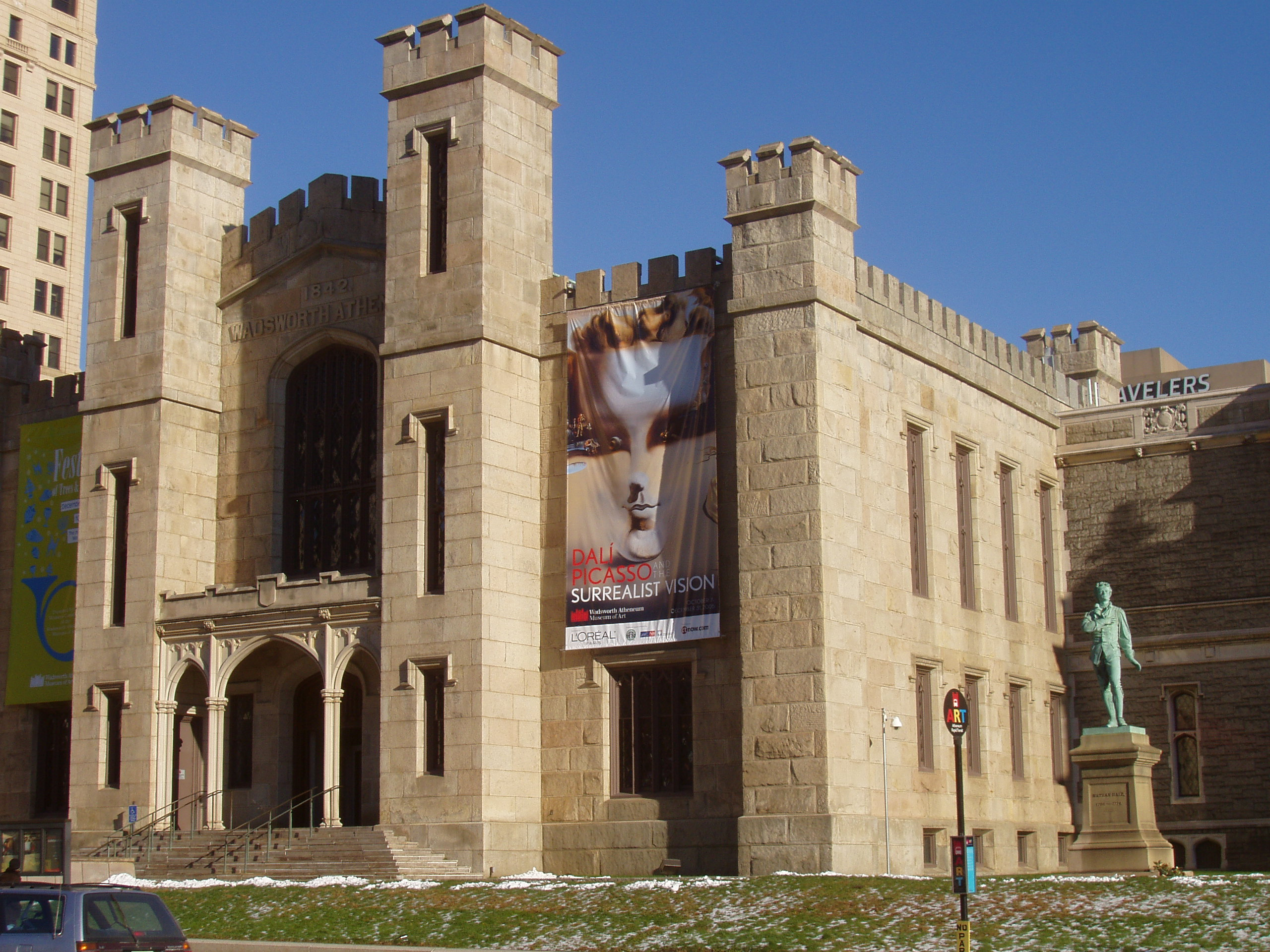
Wadsworth Atheneum

Das Wadsworth Atheneum in Hartford, Connecticut, ist das älteste öffentliche Kunstmuseum der Vereinigten Staaten. 
Das Museum wurde von Daniel Wadsworth begründet und ab 1842 von den Architekten Alexander Jackson Davis und Ithiel Town errichtet. Am 31. Juli 1844 wurde das Museum eröffnet. Wadsworth übertrug dem Museum zu seiner Eröffnung neben Büsten und Skulpturen 78 Gemälde. 
Durch umfangreiche Vermächtnisse von Elizabeth Hart Jarvis Colt und J. P. Morgan wuchs der Bestand des Wadsworth Atheneums. Eine weitere Sammlung wurde als The Ella Gallup Sumner and Mary Catlin Sumner Collection dem Museum überlassen.
1967 schenkte der amerikanische Bildhauer Tony Smith seine Sammlung von sieben Gemälden amerikanischer Maler des Abstrakten Expressionismus, darunter Bilder von Jackson Pollock, Clyfford Still, Mark Rothko und Barnett Newman, dem Museum.

## Ausstellungen
- 2018: Gorey’s Worlds. Katalog.